# Michael Waltz
Michael George Glen Waltz (Boynton Beach, Florida, 31 de enero de 1974) es un empresario, comentarista de televisión, escritor, congresista y oficial del Ejército de los Estados Unidos. Pertenece al Partido Republicano y fue el representante del 6.º distrito congresional de Florida. Además, fue seleccionado por el presidente Donald Trump como Consejero de Seguridad Nacional de la Casa Blanca en 2024, asumiendo como tal el 20 de enero de 2025 y cesado el 1 de mayo de 2025 por el presidente Donald Trump tras la filtración de planes militares en Signal.

## Primeros años y estudios
Michael nació en Boynton Beach, y creció en Jacksonville, Florida. Se graduó de la escuela secundaria Stanton en 1992 y del Virginia Military Institute en 1996. En el mismo año se enlistó en las fuerzas armadas de su país y ha servido desde entonces, por más de 24 años.

## Carrera
Después de ser comisionado como teniente coronel del ejército, Michael se graduó en la Escuela de Guardabosques y fue seleccionado para los Boinas Verdes de élite. Ha servido en todo el mundo como oficial de las Fuerzas Especiales y ha sido condecorado por múltiples giras de combate en Afganistán, Medio Oriente y África.
La carrera de Michael continuó en el Pentágono, donde fue director de política de defensa para los secretarios de Defensa Rumsfeld y Gates. Michael luego pasó a servir en la Casa Blanca como asesor antiterrorista del vicepresidente Dick Cheney. Durante su tiempo como asesor de políticas, Michael continuó su servicio militar e implementó directamente la estrategia que ayudó a diseñar. Sus experiencias como soldado y asesor de políticas lo inspiraron a escribir su propio libro, "Warrior Diplomat: A Green Beret’s Battles from Washington to Afghanistan", cuyas ganancias continúan beneficiando a la Fundación Boina Verde.
Después de su tiempo en la Casa Blanca, Michael cofundó una pequeña empresa, Metis Solutions, que creció de un puñado de empleados que trabajaban desde casa a más de 400 empleados en Florida, Virginia y nueve países de Europa y Medio Oriente. Su trabajo apoyó a los Departamentos de Defensa y Hacienda con análisis de financiamiento del terrorismo y capacitación especializada. 
Michael es también un excolaborador de Fox News Channel, destacado como comentarista de los medios, proporcionando comentarios expertos sobre política exterior y cuestiones de defensa a los televidentes de todo el mundo.

### Legislaciones promulgadas
Michael impulsó la Ley de Restricción de Contratación Venezolana, mediante la cual se prohíbe a contratistas militares de Estados Unidos hacer negociaciones con el régimen de Nicolás Maduro. Del mismo modo, Michael apoyó a la oposición venezolana con la estrategia de la amnístía, que en Venezuela se hizo ley.

## Comités
Durante su carrera política, Michael ha sido miembro del comité de Servicios Armados y del Comité de Ciencia, Espacio y Tecnología.

## Controversias
La lobista Nancy Soderberg, quien fue contrincante de Michael para el puesto de representante del 6.º distrito congresional de Florida, cuestionó el estatus administrativo de la empresa que Michael cofundó junto a Mary Beth Long. De acuerdo con la acusación de Soderberg, la empresa Metis Solutions buscaba contratos federales bajo el estatus de "empresa propiedad de mujeres" cuando en realidad, Mary Beth Long ya no formaba parte de la compañía desde 2016. 
Erin Isaac, el vocero de la campaña de Michael, descartó la insinuación de irregularidades como un ataque por motivos políticos.